# Пытки в России
Пытки, жестокое или унижающее человеческое достоинство обращение или наказание в России запрещены статьёй 21 Конституции: «Никто не должен подвергаться пыткам, насилию, другому жестокому или унижающему человеческое достоинство обращению или наказанию». Статья 117 УК РФ запрещает «Причинение физических или психических страданий путём систематического нанесения побоев либо иными насильственными действиями».
Россия является участницей ряда международных договоров, посвящённых борьбе с пытками и бесчеловечным обращением (Конвенция против пыток — ратифицирована в 1987 году, ЕКПП — ратифицирована в 1998 году) или включающих её (МПГПП — статья 7, ЕКПЧ — статья 3, Конвенция СНГ о правах и основных свободах человека — статья 3). Факультативный протокол Конвенции против пыток Россия, на июнь 2020 года, не подписала.
По данной в 2012 г. оценке бывшего специального докладчика ООН по пыткам М. Новака, «Россия является единственной страной, которая не допускает публикацию докладов ЕКПП». В 2013 г. с согласия российского правительства были опубликован доклады КПП о визите на Северный Кавказ в 2011 г. и в целый ряд регионов в 2012 г. С момента ратификации Россией ЕКПП 4 из 7, на 2019 год, сделанных Комитетом по предотвращению пыток публичных заявлений (не требующих согласия правительства на публикацию) касались России, а именно, положения в Чечне.
…когда вам говорят, что посадят на бутылку или на ваших глазах изнасилуют жену, вы подпишете всё, что угодно — потому что они всё это на самом деле делают.
Европейский суд по правам человека, на конец 2011 года, усмотрел нарушение запрета пыток в 31 деле против РФ и нарушение запрета бесчеловечного или унижающего обращения — в 357 делах. В 2012 году, по оценке судьи ЕСПЧ от России А. Ковлера, статья 3 ЕКПЧ в делах против России «представлена, в основном, двумя категориями дел — условия содержания в СИЗО (..) и применение насилия в отношении задержанных и подследственных».
Специальный докладчик ООН по пыткам посещал Россию в 1994 году; следующий его визит был назначен на осень 2006 года, но был отложен и оставался таковым по состоянию на 2012 год.

## История пыток в России

### Пытки в Русском царстве и Российской империи
Не позднее середины XVI века пытки начинают широко применяться и в Русском царстве (пытки огнём, водой, подвешиванием, вытягиванием на дыбе, раскалёнными клещами, кнутом). При первых Романовых в уголовном судопроизводстве утвердилось понятие «пытать накрепко», что подразумевало применение к подследственным особенно болезненных истязаний, например, прижигания горящими вениками, с целью добиться от них необходимых признаний.
В Российской империи применение пыток было отменено секретным указом Екатерины II от 8 ноября 1774 года. Этот секретный указ был официально подтверждён указом Александра I от 27 сентября 1801:

Правительствующий сенат, зная всю важность сего злоупотребления и до какой степени оно противно самым первым основаниям правосудия и притеснительно всеми правами гражданскими, не оставит при сём случае сделать повсеместно, во всей империи наистрожайшее подтверждение, чтобы нигде, ни под каким видом ни в вышних, ни в нижних правительствах и судах никто не дерзнул ни сделать, ни допущать, ни исполнять никаких истязаний, под страхом неминуемого и строгого наказания, чтобы присутственные места, коим законом предоставлено решение дел уголовных, в основание своих суждений и приговоров полагали личное обвиняемых пред судом сознание, чтобы в течение следствий они не были они подвержены каким-либо пристрастным допросам и что, наконец, само название пытки стыд и укоризну человечеству наносящее изглажено было навсегда из памяти человечества.

### Пытки в СССР
Официально пытки в СССР были незаконны (в частности, УПК РСФСР 1923 года запрещал пытки на допросе статьёй 136), однако были официально санкционированы и рекомендованы как метод ведения следствия в 1937 году. В июле 1937 года в Москве на совещании-инструктаже руководителей региональных управлений НКВД нарком Николай Ежов и его заместитель Михаил Фриновский объявили подчиненным, что они «могут применять и физические методы воздействия». В январе 1939 года Сталин специальной шифротелеграммой оповестил региональных руководителей партии и НКВД, что «применение физического воздействия в практике НКВД было допущено с 1937 года с разрешения ЦК ВКП(б)».
Подследственные, под пытками вынужденные оговорить себя и других, рассчитывали иногда на предоставление им последнего слова в суде, где они смогли бы в присутствии судей заявить о том, что оговорили себя под пытками, но нередко слушания проводились без присутствия подсудимых, а в случае присутствия рядового подсудимого в зале суда слова им не предоставлялось.
Во времена хрущёвской «оттепели» советская прокуратура осуществила проверку ряда политических процессов и групповых судебных дел. В ходе допросов обвиняемых были выявлены факты применения к арестованным физического воздействия с целью получения показаний. Во всех случаях проверка вскрыла грубую фальсификацию, когда «признательные показания» были получены под пытками. Специальная комиссия ЦК КПСС под руководством секретаря ЦК П. Н. Поспелова заявила, что имели место «факты незаконных репрессий, фальсификации следственных дел, применения пыток и истязаний заключённых». Например, в ходе допросов кандидата в члены Политбюро Р. Эйхе ему был сломан позвоночник , а маршал В. Блюхер скончался в Лефортовской тюрьме от последствий систематических побоев.
Как отмечал академик Д. С. Лихачёв: «В следственных делах оставались лишь те документы, которые играли на руку следовательской версии, выбитой из подследственных иногда пытками, и не только физическими. Самым страшным было положение семейных. Ничем не ограниченный произвол следователей угрожал пытками членам семьи, и мы не вправе строго судить тех, кто, не вникая даже в суть подписываемого, подтверждал версии следователей».

## Пытки в современной России
Российские правозащитники утверждают, что применение насилия в полиции России — это повсеместно распространенная практика. Также сообщается о широком распространении пыток в местах лишения свободы. Лишь некоторые должностные лица были привлечены за это к ответственности.
В докладе управления верховного комиссара ООН задокументированы случаи похищения, сексуального насилия и пыток «сторонников единства Украины» в Крыму.
В 2017 году журналист РБК Илья Рождественский сообщил о секретном месте заключения ФСБ на юго-западе Московской области, где применяются пытки к подозреваемым в терроризме.
В 2018 году была выявлена серия фактов применения пыток работниками пенитенциарной системы России, в том числе в Ярославской области, Калининградской области, Брянской области, Забайкальском крае, Республике Мордовия.
В октябре 2021 года общественный проект Gulagu.net сообщил о получении «секретного видеоархива» спецслужб, состоящий из 40 гигабайт видеозаписей, фотографий и документов, касающихся пыток и изнасилований в тюрьмах и СИЗО Саратовской, Владимирской и Иркутской областей.
В 2023 году Верховный комиссар ООН по правам человека Фолькер Тюрк заявил, что «пытки и другие виды жестокого обращения широко распространены в центрах содержания под стражей на оккупированных Россией территориях».
В марте 2024 года после задержания фигурантов дела о теракте в «Крокус Сити Холле» провластные телеграм-каналы начали распространять видеозаписи и фотографии с пытками четверых подозреваемых в теракте. Позднее пресс-секретарь президента РФ Дмитрий Песков отказался отвечать на вопрос, почему на подозреваемых в совершении теракта в подмосковном концертном комплексе «Крокус Сити Холл» были видны следы пыток.

## Уголовная ответственность за применение пыток
Для истязателей предусмотрена уголовная ответственность по ст. 117 ч. 2 п. д (истязание с применением пытки) от 3 до 7 лет лишения свободы. Под пыткой УК понимает согласно примечанию к ст. 117 «причинение физических или нравственных страданий в целях понуждения к даче показаний или иным действиям, противоречащим воле человека, а также в целях наказания либо в иных целях». Уголовный кодекс также содержит отдельный состав — ч. 2 ст. 302 УК РФ, принуждение к даче показаний «со стороны следователя или лица, производящего дознание, а равно другого лица с ведома или молчаливого согласия следователя или лица, производящего дознание», с применением «насилия, издевательств или пытки», что влечет наказание от 2 до 8 лет лишения свободы.
Судебная статистика показывает, что ч. 2 ст. 302 УК на практике почти не применяется — за 2014 г. никто не был осужден по ней.